# Darpas
Darpas – wieś w Armenii, w prowincji Lorri. W 2011 roku liczyła 1664 mieszkańców.